# 4754 Panthoos
4754 Panthoos este un asteroid descoperit pe 16 octombrie 1977 de Cornelis van Houten și Tom Gehrels.